# Cephaloleia abdita
Cephaloleia abdita  (лат.) — вид жуков-листоедов рода Cephaloleia из подсемейства Cassidinae. Неотропика.

## Распространение
Южная Америка, Бразилия.

## Описание
Мелкие жуки-листоеды (около 6 мм) с вытянутым телом. Основная окраска желтовато-чёрная. Усики 11-члениковые, нитевидные; ротовые части не выступающие вперёд; надкрылья субпараллельные; тело не цилиндрическое; апикальные края пронотума усечённые или слабо округлённые в средней части; основание надкрылий без киля; последние три абдоминальных стернита не волосатые; скутеллюм пятиугольный; ноги короткие. Питаются листьями растений. Сходен с чёрным видом Cephaloleia gemma и мелким Cephaloleia trilineata (отличается жёлтой окраской и более крупными размерами тела, 6 мм против 4 мм). Впервые описан в 2014 году американским колеоптерологом Чарльзом Стейнсом (Charles L. Staines; Department of Entomology, National Museum of Natural History, Смитсоновский институт, Вашингтон, США) и мексиканским энтомологом Карлосом Гарсиа-Робледо (Carlos García-Robledo; Departamento de Interacciones Multitróficas, Instituto de Ecología, Халапа-Энрикес, штат Веракрус, Мексика). Видовое название происходит от латинского слова Abdita (забытый), так как типовой экземпляр этого вида был пойман более 100 лет тому назад — в 1899 году, и забыт в музейных коллекциях.